# Alestena
Alestena este un sat în unitatea municipală Aroania, în prefectura Ahaia, Grecia.